# Brent Fisher
Brent Fisher (ur. 6 lipca 1983 w Christchurch) – nowozelandzki piłkarz występujący na pozycji napastnika.

## Kariera klubowa
Fisher rozpoczynał karierę w Nowej Zelandii, w lokalnych zespołach Christchurch City oraz Canterbury United. W 2002 roku przeszedł do australijskiego Northern Spirit FC. W NSL zadebiutował 21 września 2002 w wygranym 2:1 meczu z Brisbane Strikers FC, zaś 1 listopada 2002 w przegranym 1:3 spotkaniu z Perth Glory FC strzelił swojego pierwszego gola w tej lidze. Zawodnikiem Northern Spirit pozostał do 2004 roku.
Potem grał w Manly United FC, a w styczniu 2005 przeszedł do niemieckiego Energie Cottbus, grającego w 2. Bundeslidze. Swój pierwszy mecz rozegrał w niej 13 marca 2005 przeciwko LR Ahlen (1:3). Po sezonie 2004/2005 odszedł stamtąd do norweskiego Startu, w którego barwach nie rozegrał jednak żadnego spotkania. Następnie ponownie występował w Canterbury United, a także grał w zespole trzeciej ligi szwedzkiej – Bodens BK.
W 2009 roku reprezentował barwy australijskiego Forrest Hill Milford. W kolejnych latach był z kolei graczem zespołów Waitakere United, Green Gully SC oraz Port Melbourne SC. W 2015 roku zakończył karierę.

## Kariera reprezentacyjna
W reprezentacji Nowej Zelandii zadebiutował w 12 października 2002 w przegranym 2:3 towarzyskim meczu z Estonią. W 2004 roku został powołany do kadry na Puchar Narodów Oceanii. Podczas tego turnieju, zakończonego przez Nową Zelandię na 3. miejscu, strzelił gola w pojedynku przeciwko Wyspom Salomona (3:0), a także trzy gole przeciwko Tahiti (10:0).
W latach 2002–2006 w drużynie narodowej rozegrał 9 spotkań i zdobył 4 bramki.